# Jani Paasonen
Jani Paasonen (* 11. dubna 1975) je finský jezdec rallye. V letech 2004–2005 závodil v mistrovství světa v rally (WRC) za tým Škodou Motorsport . Jeho nejlepším výsledkem bylo 6. místo na Rally Finland 2004 se Škodou Fabia WRC.
Paasonen je v ČR velmi známý, mimo závodění za Škodu se několikrát účastnil Pražského rallysprintu (v roce 2007 jej navigoval Martin Zounar) ale také okusil Rallye Šumava či několik ročníků Rallye Praha Revival.

## Výsledky

### WRC
| Rok  | Tým                          | Vůz                          | 1   | 2       | 3       | 4      | 5       | 6   | 7   | 8       | 9       | 10      | 11  | 12      | 13      | 14      | 15  | 16     | PJ   | Body |
| ---- | ---------------------------- | ---------------------------- | --- | ------- | ------- | ------ | ------- | --- | --- | ------- | ------- | ------- | --- | ------- | ------- | ------- | --- | ------ | ---- | ---- |
| 1997 | Jani Paasonen                | Mitsubishi Lancer Evo III    | MON | SWE     | KEN     | POR    | ESP     | FRA | ARG | GRC     | NZL     | FIN 21  | IDN | ITA     | AUS     | GBR     |     |        | NC   | 0    |
| 1998 | Jani Paasonen                | Mitsubishi Lancer Evo III    | MON | SWE     | KEN     | POR    | ESP     | FRA | ARG | GRE     | NZL     | FIN Ret | ITA | AUS     | GBR     |         |     |        | NC   | 0    |
| 1999 | Jani Paasonen                | Mitsubishi Carisma GT Evo IV | MON | SWE 17  | KEN     | POR    | ESP     | FRA | ARG | GRE     | NZL     | FIN 17  | CHN | ITA     | AUS     | GBR     |     |        | NC   | 0    |
| 2000 | Jani Paasonen                | Mitsubishi Carisma GT Evo IV | MON | SWE 17  | KEN     | POR    | ESP 22  | ARG | GRE | NZL     | FIN 16  | CYP     | FRA | ITA     | AUS Ret | GBR     |     |        | NC   | 0    |
| 2001 | Blue Rose Team               | Ford Focus RS WRC 00         | MON | SWE Ret | POR     | ESP    | ARG     | CYP | GRE | KEN     |         |         |     |         |         |         |     |        | NC   | 0    |
| 2001 | Blue Rose Team               | Ford Focus RS WRC 01         |     |         |         |        |         |     |     |         | FIN Ret | NZL     | ITA | FRA     | AUS     | GBR     |     |        | NC   | 0    |
| 2002 | Marlboro Mitsubishi Ralliart | Mitsubishi Lancer WRC        | MON | SWE 14  | FRA     | ESP    | CYP Ret | ARG | GRE | KEN     |         |         |     |         |         |         |     |        | NC   | 0    |
| 2002 | Marlboro Mitsubishi Ralliart | Mitsubishi Lancer WRC2       |     |         |         |        |         |     |     |         | FIN 8   | GER     | ITA | NZL Ret | AUS 9   | GBR Ret |     |        | NC   | 0    |
| 2003 | Jani Paasonen                | Mitsubishi Lancer WRC2       | MON | SWE     | TUR     | NZL    | ARG     | GRE | CYP | GER Ret | FIN     | AUS     | ITA | FRA     | ESP     | GBR     |     |        | NC   | 0    |
| 2004 | OMV World Rally Team         | Mitsubishi Lancer Evo VII    | MON | SWE 16  | MEX Ret | NZL 14 | CYP     | GRE | TUR | ARG 10  |         | GER 20  | JPN |         | ITA     | FRA     | ESP | AUS EX | 20th | 3    |
| 2004 | Škoda Motorsport             | Škoda Fabia WRC              |     |         |         |        |         |     |     |         | FIN 6   |         |     | GBR Ret |         |         |     |        | 20th | 3    |
| 2005 | Škoda Motorsport             | Škoda Fabia WRC              | MON | SWE 9   | MEX 13  | NZL    | ITA     | CYP | TUR | GRE Ret | ARG Ret | FIN Ret | GER | GBR     | JPN     | FRA     | ESP | AUS    | NC   | 0    |

### MČR
| Ročník | Tým                                  | Automobil                                                                  | 1     | 2       | 3   | 4   | 5       | 6   | 7   | 8   | 9   | MMČR | Bod. |
| ------ | ------------------------------------ | -------------------------------------------------------------------------- | ----- | ------- | --- | --- | ------- | --- | --- | --- | --- | ---- | ---- |
| 2006   | ORC-Kremsal (1) Jani Paasonen (2, 5) | Škoda Octavia 4x4 (1) Mitsubishi Lancer Evo VIII (2) Škoda Octavia WRC (5) | JÄN 9 | ŠUM Ret | TAT | KRU | BOH Ret | BAR | TŘE | PŘÍ |     | 24.  | 10b  |
| 2007   | Global Assistance Motorsport         | Mitsubishi Lancer Evo VII                                                  | JÄN   | ŠUM Ret | KRU | BOH | HOR     | BAR | PŘÍ |     |     | –    | 0    |
| 2008   | Mediasport Team                      | Mitsubishi Lancer Evo IX                                                   | JÄN 4 | VAL     | ŠUM | KRU | HUS     | TŘE | BOH | BAR | PŘÍ | –    | 0    |